# Breakdown (canção de Jack Johnson)
"Breakdown" é uma canção do músico norte-americano Jack Johnson. A música a décima-primeira faixa do álbum In Between Dreams lançado em fevereiro de 2005. A canção foi lançada como single em setembro de 2005. O video clipe mostra Johnson surfando em Pichilemu, Chile. O single chegou a posição #73 no Reino Unido.

## Paradas de sucesso
| Paradas                      | Melhor posição |
| ---------------------------- | -------------- |
| UK Singles Chart             | 73             |
| Billboard Modern Rock Tracks | 40             |